# Michael Sullivan
Michael Sullivan (Taree, 18 giugno 1980) è un rugbista a 13 australiano, che giocava come centro.